# 오스트레일리아 원주민

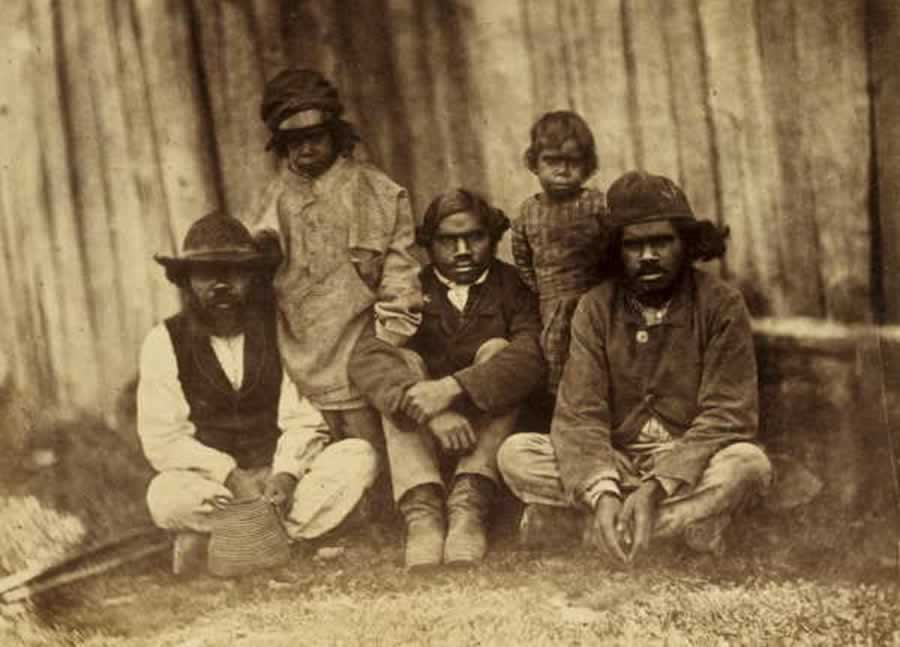
1858년 빅토리아의 원주민 농부들

오스트레일리아 원주민(Indigenous Australians)은 유럽인의 이주 이전부터 오스트레일리아와 주변 섬에 살았던 원주민이다. 오스트레일리아 본토의 애버리지니(Aborigine)을 비롯하여 행정구역 상 퀸즐랜드의 일부인 토레스 해협 제도의 토레스 해협 제도 원주민 및 태즈메이니아의 태즈메이니아 원주민 등이 있으나, 태즈메이니아인은 백인 이주자에 의하여 거의 절멸당하였다. 현재 총 인구는 80만 명가량으로 오스트레일리아 전체 인구의 약 3.3%에 해당한다.

## 유럽인 접촉 이전
이들은 지금으로부터 약 4만~7만 년 전에 처음 호주 대륙에 들어온 것으로 추정되고 있다. 오스트레일리아 원주민 사이에 공통되는 몇 가지 특징이 있기는 하지만, 오스트레일리아의 수많은 원주민 공동체와 사회 간에는 커다란 다양성이 존재하며 각기 고유한 문화, 관습, 언어를 가지고 있다. 오늘날 오스트레일리아에서 이러한 전통적 집단들은 보다 작은 지역 공동체로 나뉘어 있다. 유럽인이 처음 정착했을 당시 원주민은 대략 250개의 언어를 사용했으나, 현재는 많은 원주민이 영어를 사용하여 120-145개의 원주민 언어만 남아 있으며 그 중 13개를 제외한 나머지는 모두 사멸의 위기에 몰려 있다.
유럽인이 정착했을 당시 원주민 인구가 얼마였는지는 논쟁의 여지가 있는데, 적게는 31만 8천 명에서 많게는 100만 명으로 추산한다. 인구 분포는 지금처럼 머리강을 중심으로 하여 호주 동남부에 가장 많은 사람이 살았을 것으로 추정되나 이들은 유럽인의 정착으로 가장 큰 인구 감소를 당했다.

## 영국인 정착 이후
1770년 제임스 쿡 선장이 호주 동남부 지역을 대영제국 영토로 선포하고서 뉴 사우스 웨일스라고 이름붙인 이후 1788년 시드니를 중심으로 식민지가 형성되기 시작했다. 영국인 이주로 인한 피해는 학살 및 그들과 같이 들어온 수두, 천연두, 인플루엔자, 홍역과 같은 전염병에 의한 것이었다. 이러한 질병에 대한 저항력이 없었던 애버리지니는 인구밀도 높은 동남부 해안지방을 중심으로 큰 타격을 받아 인구가 급감하였고, 또한 이주민과 같이 들어온 성병 감염으로 말미암아 출생률이 급격히 떨어졌다. 이민 초기 31만5천~75만 명이던 원주민이 급감한 주요인은 천연두, 인플루엔자, 결핵과 같은 질병이며, 이 가운데 천연두에 걸려 병사한 원주민 수만 전 인구의 50%에 달했다고 추정된다.
이처럼 전염병과 성병, 그리고 탄압으로 말미암아 1788년과 1900년 사이 애보리진 인구 90%가 감소했다. 비교적 풍족했던 남부 호주의 애보리진의 경우 대규모 유럽 정착민들이 채 도달하기도 전에 전염병으로 절멸했다. 태즈메이니아섬은 특히 타격이 컸는데 이주민 정착 초기 2,000~15,000명 수준이었던 애버리지니 인구가 1870년 무렵 거의 사라졌다. 인종학살이 가장 극심했던 1803-34년 사이 333명 애버리지니가 학살당한 것도 직접적 원인이지만, 가장 큰 이유는 역시 이주민과 함께 들어온 매독 등 전염병에 저항력이 없었기 때문이며, 대다수는 이러한 질병으로 사망하였다.
태즈메이니아 지역의 애버리지니는 호주가 영국의 식민지가 되면서 30년사이(1803-1833) 영국 이주자들과 함께 들어온 질병과 인종탄압, 학살에 의해 인구가 약 5,000~15,000명에서 300명으로 급감하였다. 1896년 이후로 역사학자와 과학자, 인류학자들에 의해 애보리진에 대한 인구조사가 이루어졌으며 '트루가니니'라는 여성을 마지막으로 순수혈통은 모두 사라졌다.
내륙지방은 원주민이 정착민에 맞서 격렬하게 저항하여 이민 초기 약 3,000명가량 백인 이주자가 살해당했다고 추정되지만, 백인 이민자가 살해한 원주민의 수 또한 1만 명이 넘는 것으로 추정된다.

### 현대

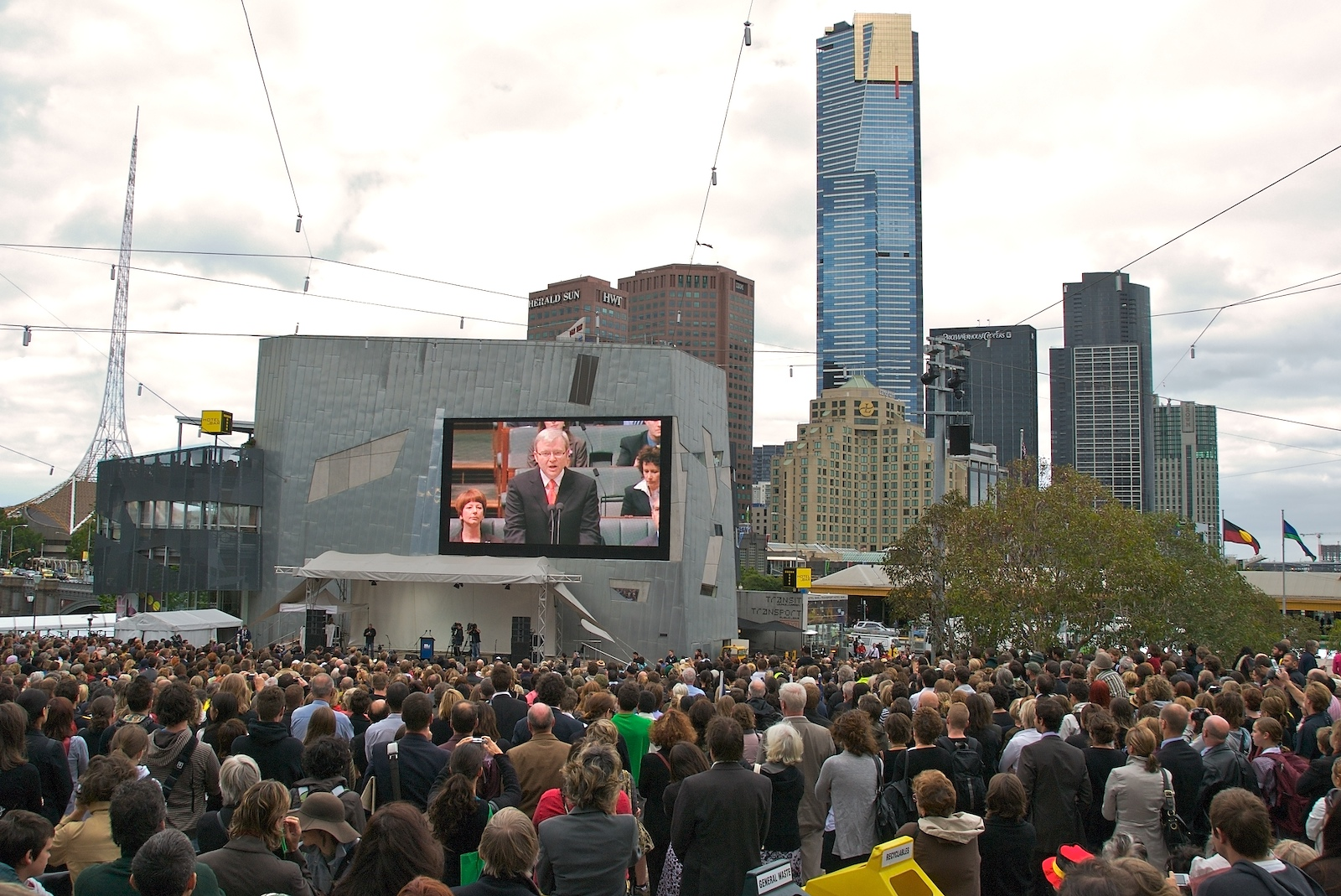
2008년 2월 13일, 연방정부를 대표하여 최초의 토착민 박해 공식 사과문을 낭독하는 케빈 러드

1850년대 식민지화가 안정되자 애버리지니 삶도 이주민 문화에 적응하기 시작한다. 그 전까지 수렵 생활을 하던 원주민은 한곳에 정착하여 살기 시작했고, 특히 광산개발에 노동력을 제공하고서 음식을 받는 관계가 형성된다. 1914년 1차 세계대전이 발발하자 약 1,200여명 애버리지니가 군복무를 하게 되고, 더 많은 군인이 필요하게 되자 그전까지 애버리니지 군복무를 제한하던 정책을 완화한다.
1920년대에는 애버리지니 인구가 급감하여 절멸할지도 모른다는 우려가 높아졌으나 1930년대 전염병에 살아남고 면역력을 갖추게 된 원주민들의 출생률이 높아져 다시 인구는 증가하기 시작하였다.
호주의 애버리지니들은 1900년부터 72년까지 약 70여년간 원주민 개화정책의 일환으로 호주 정부와 교회에 의해 정책적으로 부모로부터 강제로 분리되어 백인 가정으로 입양당했다. 이러한 강제 입양을 당한 당시 애보리진들을 '도둑맞은 세대'(Stolen Generation) 또는 '도둑맞은 아이들'(Stolen Children)이라고 부르며, 최소 10만 명 이상으로 추정된다. 이들은 우울증 등의 정신질환을 앓기도 하여 일부는 법정소송을 통해 2007년 9월 1일 호주 역사상 최초로 보상결정이 내려지는 성과를 얻었다. 2007년까지 재임한 존 하워드 정권에서는 호주의 원주민개화정책이 이전 정권의 일이었다는 이유로 애보리진에 대한 사과나 보상에 소극적인 모습을 보였으나 2006년 11월 태즈메이니아 지역을 기점으로 애보리진의 후손들에 대한 금전적인 보상이 이루어져 태즈메이니아 애보리진 후예들만 약 40여 명이 향후 5백만 달러의 보상금을 지불받기로 예정되었다. 2007년 총선 승리로 집권한 케빈 러드 행정부는 2008년 2월 13일, 범정부차원의 첫 번째 공식 사과문을 발표하고 이를 연방의회에서 만장일치로 통과시키는 등, 더욱 적극적인 과거사 사죄 활동을 시작했다.

## 인구
2016년 기준 오스트레일리아 원주민은 798,365명으로 호주 인구의 약 3.3%를 차지한다. 2011년 인구조사에서 495,757명은 호주 원주민(어보리진), 31,407명은 토레스 해협 제도 원주민, 21,206명은 양쪽에 모두 속하는 것으로 집계되었다. 오늘날에는 호주의 다른 인종들처럼 뉴사우스웨일스주와 퀸즐랜드 주 등 동부 해안에 가장 많이 거주하며 두 주에서 인구의 약 2-5%를 차지한다. 한편 원주민 인구의 비율이 가장 높은 곳은 노던 테리토리로서, 이곳에서 인구의 약 30%가 원주민이다.
오늘날 원주민은 대부분 영어를 구사하나, 음운, 문법, 어휘 면에서 원주민 언어의 영향을 받은 오스트레일리아 원주민 영어가 생겨나기도 했다. 이들 상당수는 호주 사회에서 경제적으로 최하층에 속하여 원주민 집단 내에서는 빈곤과 연관된 여러 사회 문제가 보고된다.

## 같이 보기
- 드림타임